# Abell 955
Abell 955 è un ammasso di galassie situato prospetticamente nella costellazione dell'Idra alla distanza di oltre 2,1 miliardi di anni luce dalla Terra (light travel time). È inserito nell'omonimo catalogo compilato da George Abell nel 1958.
2MASX J10125696-2429349 è la galassia più luminosa dell'ammasso.